# 机龍之介
机 龍之介（つくえ りゅうのすけ、1997年8月13日 - ）は、日本のプロスカッシュ選手。

## 経歴
神奈川県横浜市出身。中沢小学校、旭中学校、旭高校、順天堂大学出身。ダイナム所属。

## 成績
- 世界ジュニア選手権団体戦 6位（2012年）[1]
- 全日本選手権 優勝8度（2014-2018, 2021-2023年）、2014年は最年少の17歳3か月で優勝[1][2]
- 全日本学生選手権 4連覇（2016-2019年）[1]
- 世界ジュニア選手権個人戦 ベスト8（2016年）[1]
- 世界学生選手権団体戦 3位（2016年）[1]
- プロツアー 優勝8度（2016-2023年）[1]
- 2018年アジア競技大会 日本代表[1]
- 世界ランキング 最高55位[3]